# Ialmenos
Ialmenos (altgriechisch Ἰάλμενος Iálmenos) ist in der griechischen Mythologie ein Sohn des Ares und der Astyoche und damit ein Bruder des Askalaphos.
Beide Brüder regierten gemeinsam in Orchomenos in Böotien, nahmen am Argonautenzug teil und gehörten zu den Freiern der Helena. Im Trojanischen Krieg führten sie gemeinsam das 30 Schiffe umfassende Kontingent der Minyer aus Orchomenos und aus Aspledon, wobei Askalaphos im Kampf fiel. Ialmenos gehörte zu den Helden im Trojanischen Pferd. Nach dem Fall Trojas wanderte er mit Kolonisten aus Orchomenos nach Kolchis aus. Einer abweichenden Version zufolge fiel er jedoch vor Troja im Kampf gegen Hektor.